# Quốc ca Liên bang Xô Viết
Quốc ca Liên Xô (tiếng Nga: Гимн Советского Союза, tên chính thức là Quốc ca Liên Bang Cộng Hòa Xã Hội Chủ Nghĩa Xô Viết, tiếng Nga: Государственный гимн Союза Советских Социалистических Республик) là quốc ca của Liên bang Xô viết được dùng thay thế cho "Quốc tế ca" vào 15 tháng 3 năm 1944. Phần nhạc do nhạc sĩ Aleksandr Vasilyevich Alexandrov (1883–1946) viết, và phần lời do nhạc sĩ Sergey Vladimirovich Mikhalkov (1913–2009) cùng viết với nhạc sĩ Gabriel El-Registan (1899–1945).

## Hoàn cảnh ra đời bàiQuốc ca
Cho tới trước ngày 1/1/1944, Quốc ca của Liên Xô là bài "Quốc tế ca" (L'Internationale) do nhạc sĩ cách mạng người Pháp gốc Bỉ Pierre Degeyter (1848-1932) viết năm 1888 phổ lời bài thơ của nhà thơ - nhà cách mạng tham gia Công xã Paris E.Pottier (1816-1887) sáng tác tháng 6 năm 1871.
Năm 1902, nhà thơ A. Kose đã dịch lời bài hát này ra tiếng Nga, rồi bổ sung, trau chuốt cho hợp với văn phong Nga. Từ năm 1918 đến hết năm 1943, L'Internationale là Quốc ca chính thức của Liên Xô.
Vào giữa năm 1943, cuộc Chiến tranh Vệ quốc vĩ đại của nhân dân Liên Xô chống phát xít Đức xâm lược đã bước sang giai đoạn mới, có tính quyết định. Ban lãnh đạo Đảng và Nhà nước Xô viết thấy cần có bài quốc ca mới mang đậm khí thế hào hùng của toàn thể các dân tộc trong Liên bang để động viên quân và dân mau chóng đánh bại quân thù, giải phóng đất nước mình và nhân loại khỏi ách thống trị của quân phát xít. Một cuộc thi sáng tác Quốc ca đã được Chính phủ Liên Xô phát động. Hơn 160 nhạc sĩ và 40 nhà thơ đã hào hứng tham gia. Đã có 178 bài sáng tác được đệ trình lên ban lãnh đạo.
Bộ Chính trị và lãnh tụ Joseph Stalin đặc biệt chú ý và đã xem xét, thảo luận rất kỹ. Kết quả, Ban lãnh đạo nhất trí quyết định chọn nhạc của Alexandrov và lời là bài thơ của hai nhà thơ S. V. Mikhalkov và G. G. Ele-Registan. Lời thơ rất hào hùng, biểu thị được ý chí quyết tâm của toàn dân Liên Xô xây dựng một quốc gia hùng cường và phồn vinh; giai điệu rất hùng tráng, đậm đà bản sắc dân tộc đang đi lên xây cuộc đời mới.
Từ đêm 31/12/1943 rạng ngày 1/1/1944, Quốc ca mới của Liên bang Xô viết đã được phát đi từ Đài Phát thanh Moskva. Bài hát được truyền tới tận các trường học, nhà máy, công trường, tới tận các mặt trận đang mịt mù lửa đạn, tới các đội quân du kích, vào tận các hậu cứ của quân thù trên lãnh thổ Liên Xô. Bắt đầu từ ngày 15/3/1944, bài Quốc ca mới chính thức được dùng trên toàn lãnh thổ Xô viết, quốc gia đang dốc sức chống phát xít Đức xâm lược.
Từ năm 1956 đến 1977, bài quốc ca cử hành không lời. Vào năm 1977, bài quốc ca được sửa lại lời: Viết lại điệp khúc, bỏ ''Stalin'' ở đoạn 2 và viết lại toàn bộ đoạn 3. Bản quốc ca này được xem là bài quốc ca hay nhất trên thế giới cho đến thời điểm bây giờ. Bài quốc ca sử dụng đến tháng 8 năm 1991 ở nước Nga khi nước Nga tuyên bố tách khỏi Liên Xô sau cuộc đảo chính ở Liên Xô, năm 1991 ở Liên Xô khi Liên Xô sụp đổ. Sau đó, đến năm 2000, nước Nga sử dụng lại bài quốc ca này nhưng đổi lời giữ nhạc (phần nhạc của Quốc ca Liên Xô) nay là Quốc ca Nga.

## Lời bài hát

### 1944–1956[8]
| Lời tiếng Nga | Phiên âm Latinh | Chuyển tự IPA |
| --- | --- | --- |
| Союз нерушимый республик свободных Сплотила навеки Великая Русь. Да здравствует созданный волей народов Единый, могучий Советский Союз! Славься, Отечество наше свободное, Дружбы народов надёжный оплот! Знамя советское, знамя народное Пусть от победы к победе ведёт! Сквозь грозы сияло нам солнце свободы, И Ленин великий нам путь озарил: Нас вырастил Сталин – на верность народу, На труд и на подвиги нас вдохновил! Славься, Отечество наше свободное, Счастья народов надёжный оплот! Знамя советское, знамя народное Пусть от победы к победе ведёт! Мы армию нашу растили в сраженьях. Захватчиков подлых с дороги сметём! Мы в битвах решаем судьбу поколений, Мы к славе Отчизну свою поведём! Славься, Отечество наше свободное, Славы народов надёжный оплот! Знамя советское, знамя народное Пусть от победы к победе ведёт! | Sojuz nerušimyj respublik svobodnyh Splotila naveki velikaja Rusj! Da zdravstvujet sozdannyj volej narodov Jedinyj, mogučij Sovetskij Sojuz! Slavjsja, Otečestvo naše svobodnoje, Družby narodov nadjožnyj oplot, Znamja sovetskoje, znamja narodnoje Pustj ot pobedy k pobede vedjot! Skvozj grozy sijalo nam solnce svobody, I Lenin velikij nam putj ozaril: Nas vyrastil Stalin — na vernostj narodu, Na trud i na podvigi nas vdohnovil! Slavjsja, Otečestvo naše svobodnoje, Sčastjja narodov nadjožnyj oplot, Znamja sovetskoje, znamja narodnoje Pustj ot pobedy k pobede vedjot! My armiju našu rastili v sraženjjah, Zahvatčikov podlyh s dorogi smetjom! My v bitvah rešajem sudjbu pokolenij, My k slave Otčiznu svoju povedjom! Slavjsja, Otečestvo naše svobodnoje, Slavy narodov nadjožnyj oplot, Znamja sovetskoje, znamja narodnoje Pustj ot pobedy k pobede vedjot! | [sɐ.ˈjuz‿nʲɛ.rʊ.ˈʂɨ.mɨj rʲɪs.ˈpu.blʲɪk svɐ.ˈbod.nɨx] [spɫɐ.ˈtʲi.ɫa nɐ.ˈvʲɛ.kʲi vʲɛ.ˈlʲi.ka.jɐ rusʲ] [dɐ‿ˈzdra.stvʊ.jɪt ˈsoz.dan.nɨj ˈvo.lʲej nɐ.ˈro.dɐf] [jɛ.ˈdʲi.nɨj mɐ.ˈɡu.t͡ɕɪj sɐ.ˈvʲɛt.skʲɪj sɐ.ˈjus] [ˈsɫaf⁽ʲ⁾.sʲa a.ˈtʲɛ.t͡ɕɪst.va ˈna.ʂɛ sva.ˈbod.na.jɛ] [ˈdruʐ.bɨ nɐ.ˈro.dɐf nɐ.ˈdʲɵʐ.nɨj ɐ.ˈpɫot] [ˈzna.mʲa sa.ˈvʲɛt.ska.jɛ ˈzna.mʲa na.ˈrod.na.jɛ] [pusʲtʲ at pɐ.ˈbʲɛ.dɨ k‿pɐ.ˈbʲɛ.dʲɛ vʲɪ.ˈdʲɵt] [skvɐzʲ‿ˈɡro.zɨ sʲɪ.ˈja.ɫa nam ˈson.t͡sɛ svɐ.ˈbo.dɨ] [i ˈlʲɛ.nʲin vʲɛ.ˈlʲi.kʲɪj nam putʲ ɐ.zɐ.ˈrʲiɫ] [naz‿ˈvɨ.rasʲ.tʲɪɫ ˈsta.lʲin nɐ‿ˈvʲɛr.nasʲtʲ nɐ.ˈro.dʊ] [nɐ‿trud i nɐ‿ˈpod.vʲɪ.ɡʲɪ naz‿vdɐx.nɐ.ˈvʲiɫ] [ˈsɫaf⁽ʲ⁾.sʲa a.ˈtʲɛ.t͡ɕɪst.va ˈna.ʂɛ sva.ˈbod.na.jɛ] [ˈɕːasʲ.tʲja nɐ.ˈro.dɐf nɐ.ˈdʲɵʐ.nɨj ɐ.ˈpɫot] [ˈzna.mʲa sa.ˈvʲɛt.ska.jɛ ˈzna.mʲa na.ˈrod.na.jɛ] [pusʲtʲ at pɐ.ˈbʲɛ.dɨ k‿pɐ.ˈbʲɛ.dʲɛ vʲɪ.ˈdʲɵt] [mɨ ˈar.mʲi.jʊ ˈna.ʂʊ rɐsʲ.ˈtʲi.lʲi f‿srɐ.ˈʐɛ.nʲjɐx] [zɐ.ˈxvat.t͡ɕi.kɐf ˈpod.ɫɨɣ‿z‿dɐ.ˈro.ɡʲi smʲɪ.ˈtʲɵm] [mɨ ˈv‿bʲit.vax rʲɪ.ˈʂa.jɛm sʊdʲ.ˈbu pa.kɐ.ˈlʲɛ.nʲɪj] [mɨ ˈk‿sɫa.vʲɛ ɐt.ˈt͡ɕiz.nʊ svɐ.ˈju pa.vʲɪ.ˈdʲɵm] [ˈsɫaf⁽ʲ⁾.sʲa a.ˈtʲɛ.t͡ɕɪst.va ˈna.ʂɛ sva.ˈbod.na.jɛ] [ˈsɫa.vɨ nɐ.ˈro.dɐf nɐ.ˈdʲɵʐ.nɨj ɐ.ˈpɫot] [ˈzna.mʲa sa.ˈvʲɛt.ska.jɛ ˈzna.mʲa na.ˈrod.na.jɛ] [pusʲtʲ at pɐ.ˈbʲɛ.dɨ k‿pɐ.ˈbʲɛ.dʲɛ vʲɪ.ˈdʲɵt] |

### 1977–1991[10]
| Lời tiếng Nga | Phiên âm Latinh | Chuyển tự IPA |
| --- | --- | --- |
| Союз нерушимый республик свободных Сплотила навеки Великая Русь. Да здравствует созданный волей народов Единый, могучий Советский Союз! Припев: Славься, Отечество наше свободное, Дружбы народов надёжный оплот! Партия Ленина — сила народная Нас к торжеству коммунизма ведёт! Сквозь грозы сияло нам солнце свободы, И Ленин великий нам путь озарил: На правое дело он поднял народы, На труд и на подвиги нас вдохновил! Припев В победе бессмертных идей коммунизма Мы видим грядущее нашей страны, И Красному знамени славной Отчизны Мы будем всегда беззаветно верны! Припев | Sojuz nerušimyj respublik svobodnyh Splotila naveki velikaja Rusj! Da zdravstvujet sozdannyj volej narodov Jedinyj, mogučij Sovetskij Sojuz! Pripev: Slavjsja, Otečestvo naše svobodnoje, Družby narodov nadjožnyj oplot, Partija Lenina — sila narodnaja Nas k toržestvu kommunizma vedjot! Skvozj grozy sijalo nam solnce svobody, I Lenin velikij nam putj ozaril, Na pravoje delo on podnjal narody, Na trud i na podvigi nas vdohnovil! Pripev V pobede bessmertnyh idej kommunizma My vidim grjaduščeje našej strany, I krasnomu znameni slavnoj otčizny My budem vsegda bezzavetno verny! Pripev | [sɐ.ˈjuz nʲɛ.rʊ.ˈʂɨ.mɨj rʲɪs.ˈpu.blʲɪk svɐ.ˈbod.nɨx] [spɫɐ.ˈtʲi.ɫa nɐ.ˈvʲɛ.kʲi vʲɛ.ˈlʲi.ka.ja rusʲ] [dɐ‿ˈzdrast.vʊ.jɪt ˈsoz.dan.nɨj ˈvo.lʲej nɐ.ˈro.dɐf] [jɛ.ˈdʲi.nɨj mɐ.ˈɡu.t͡ɕɪj sɐ.ˈvʲɛt.skʲɪj sɐ.ˈjus] [prʲɪ.ˈpʲɛf] [ˈsɫaf⁽ʲ⁾.sʲa a.ˈtʲɛ.t͡ɕɪst.va ˈna.ʂɛ sva.ˈbod.na.jɛ] [ˈdruʐ.bɨ nɐ.ˈro.dɐf nɐ.ˈdʲɵʐ.nɨj ɐ.ˈpɫot] [ˈpar.tʲi.ja ˈlʲɛ.nʲi.na ˈsʲi.ɫa na.ˈrod.na.ja] [nas k‿tar.ʐɨst.ˈvu ka.mʊ.ˈnʲiz.ma vʲɪ.ˈdʲɵt] [skvɐzʲ‿ˈɡro.zɨ sʲɪ.ˈja.ɫa nam ˈson.t͡sɛ svɐ.ˈbo.dɨ] [i ˈlʲɛ.nʲin vʲɛ.ˈlʲi.kʲɪj nam putʲ ɐ.zɐ.ˈrʲiɫ] [nɐ‿ˈpra.va.jɪ ˈdʲɛ.ɫa on ˈpodʲ.nʲaɫ nɐ.ˈro.dɨ] [nɐ‿trud i nɐ‿ˈpod.vʲɪ.ɡʲɪ naz‿vdɐx.nɐ.ˈvʲiɫ] [prʲɪ.ˈpʲɛf] [f‿pɐ.ˈbʲɛ.dʲɛ bʲɪs.ˈsmʲɛrt.nɨx ɪ.ˈdʲɛj ka.mʊ.ˈnʲiz.ma] [mɨ ˈvʲi.dʲɪm ɡrʲɪ(ɐ).ˈduɕ.ɕɛ.jɪ ˈna.ʂɛj strɐ.ˈnɨ] [i ˈkras.na.mʊ ˈzna.mʲɛ.nʲɪ ˈsɫav.naj ɐt.ˈt͡ɕiz.nɨ] [mɨ ˈbu.dʲɪm fsʲɪɡ.ˈda bʲɛz.zɐ.ˈvʲɛt.na vʲɪr.ˈnɨ] [prʲɪ.ˈpʲɛf] |

### Dịch sangtiếng Việt
| 1944–1956 | 1977–1991 |
| Liên bang không thể chia cắt của những nước cộng hòa tự do Mãi mãi liên kết bởi nước Nga vĩ đại Được tạo nên bởi ý nguyện của nhân dân Thống nhất và hùng mạnh - Liên bang Xô viết Vinh quang thay tổ quốc tự do của chúng ta Thành trì vững chắc của tình đoàn kết các dân tộc Ngọn cờ Xô viết - Ngọn cờ của nhân dân Đưa chúng ta từ thắng lợi này đến thắng lợi khác Ánh mặt trời của tự do chiếu xuyên qua giông tố Và Lenin vĩ đại đã dẫn đường Stalin dẫn dắt chúng ta trung thành với nhân dân Trong lao động và chiến đấu được ghi thành kỳ công Vinh quang thay tổ quốc tự do của chúng ta Thành trì vững chắc của hạnh phúc các dân tộc Ngọn cờ Xô viết - Ngọn cờ của nhân dân Đưa chúng ta từ thắng lợi này đến thắng lợi khác Chúng ta nuôi dưỡng quân đội bằng những cuộc chiến Chúng ta quét sạch những kẻ xâm lược hèn hạ trên đường Chúng ta định đoạn số phận của các thế hệ trên trận chiến Chúng ta đưa Tổ quốc của mình đến bờ vinh quang Vinh quang thay tổ quốc tự do của chúng ta Thành trì vững chắc của vinh quang các dân tộc Ngọn cờ Xô viết - Ngọn cờ của nhân dân Đưa chúng ta từ thắng lợi này đến thắng lợi khác | Liên bang của các nước cộng hòa không thể nào tách rời Muôn năm được hàn nối bởi nước Nga và ý chí Xô Viết nối liền giang trùng, hùng tráng muôn đời ca ngợi Dựng xây từ giọt máu đào và ý dân nguyện cầu Vinh quang thay hạnh phúc dạt dào Quốc gia tự do mãi trường tồn Lũy thành đoàn kết được bao dân tộc vun đắp Sáng soi đảng Lênin hùng cường Sức dân dựng tự do độc lập Tiếp bước cho dân tộc dần tiến tới huy hoàng Bình minh tự do chiếu rọi vượt qua đêm dài nô lệ Và Lenin dẫn lối đưa nhân dân tới ánh sáng Từng bước dân tộc bước lên quyền năng đích thực có được Gian khó ghi nhận kết quả, kì công trong lao động Vinh quang thay hạnh phúc dạt dào Quốc gia tự do mãi trường tồn Lũy thành đoàn kết được bao dân tộc vun đắp Sáng soi đảng Lênin hùng cường Sức dân dựng tự do độc lập Tiếp bước cho dân tộc dần tiến tới huy hoàng Chiến thắng của ý chí cộng sản ấy mãi mãi sáng ngời Đường đời và tương lai quê hương ta, ta đã thấu Cờ thắm tung bay oai hùng, tình yêu nước nhà dâng trào Nguyện trung kiên cùng đất mẹ, lòng sáng khôn phai sờn Vinh quang thay hạnh phúc dạt dào Quốc gia tự do mãi trường tồn Lũy thành đoàn kết được bao dân tộc vun đắp Sáng soi đảng Lênin hùng cường Sức dân dựng tự do độc lập Tiếp bước cho dân tộc dần tiến tới thành công. (Có thể hát bằng tiếng Việt) |